# Notoreas atmogramma
Notoreas atmogramma är en fjärilsart som beskrevs av Edward Meyrick 1911. Notoreas atmogramma ingår i släktet Notoreas och familjen mätare. Inga underarter finns listade i Catalogue of Life.